# Черіале
Черіале (італ. Ceriale, ліг. O Çejâ) — муніципалітет в Італії, у регіоні Лігурія, провінція Савона.
Черіале розташоване на відстані близько 430 км на північний захід від Рима, 70 км на південний захід від Генуї, 32 км на південний захід від Савони.
Населення — 5663 особи (2014).
Щорічний фестиваль відбувається 16 серпня. Покровитель — святий Рох.

## Демографія
Населення за роками:

Станом на 1 січня 2023 року в муніципалітеті офіційно проживали 524 іноземці з 42 країн, серед них 78 громадян країн Євросоюзу та 14 громадян України.

## Сусідні муніципалітети
- Альбенга
- Балестрино
- Боргетто-Санто-Спірито
- Чизано-суль-Нева
- Тоїрано